# Lo Lok Kei
Lo Lok Kei (chinesisch 盧洛棋, Pinyin Lú Luòqí; * um 1990) ist ein Badmintonspieler aus Hongkong. 

## Karriere
Lo Lok Kei gewann bei den nationalen Badmintonmeisterschaften von Hongkong 2011 und 2013 Silber. Bei den Malaysia International 2010 wurde er Dritter. 2012 repräsentierte er sein Land im Thomas Cup, 2013 bei den Badminton-Weltmeisterschaften.